# Jean-Claude Morera
Jean-Claude Morera (Levallois-Perret, França, 1946) és un poeta i traductor francès. Fill d'un exiliat català i de mare francesa, va ésser educat en ambdós idiomes tot i que el francès és la seva llengua més natural. A part de la seva activitat professional a l'administració francesa, ha tingut sempre un fort interès per la cultura catalana en tots els seus aspectes, així com per la poesia en francès. El 1993 va publicar, amb un prefaci de Ramon Sala, de la Universitat de Perpinyà, Histoire de la Catalogne:Au-delà et en deçà des Pyrénées (París, L'Harmattan). Precís, amb moltes referències i viu, són 230 pàgines que posen a l'abast dels lectors francòfons les dades essencials de la història catalana. El 2002, produí un llibre d'art i poesia, Terre d'ombre brûlée (Rodez, Les petits livres de Marlène), amb l'artista plàstica Marie-Hélène Thomas. El 2007, publicà una part escollida de la seva obra poètica, al poemari Cairns (París, L'Harmattan).
Com a poeta, Jean-Claude Morera conrea diversos estils, ha publicat essencialment textos meditatius inspirats pel seu camí interior, per la natura o bé per les interrogacions de l'època, però no menysprea l'escriptura humorística i adopta més aviat el vers lliure, amb especial atenció a la qualitat rítmica de la prosa. Aquest eclecticisme el va ajudar a realitzar l'antologia Huit siècles de poésie catalane (París, L'Harmattan), apareguda el 2010, on es va enfrontar a la traducció i la presentació de poemes clàssics catalans dels segles XIII a XX, de temes i estils variadíssims.